# Коряк, Владимир Дмитриевич

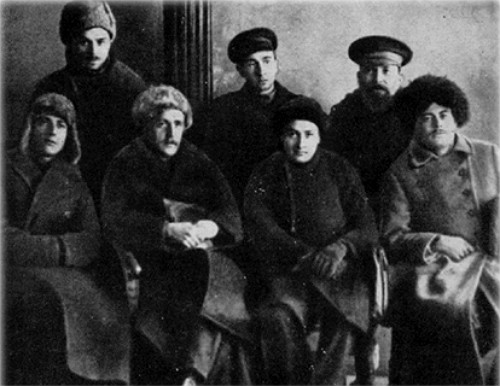
Литературная группа «Гарт» (1923 год). Сидят слева направо: В. Сосюра, В. Блакитный, В. Полищук, М. Йогансен. Стоят: М. Хвылевой, В.Коряк, В. Радыш

Владимир Дмитриевич Коря́к (настоящие имя и фамилия — Во́лько Дави́дович Блю́мштейн; укр. Володи́мир Дми́трович Коря́к; 2 января 1889, Славянск — 22 декабря 1937, Киев) — украинский советский литературовед, критик и педагог.

## Биография
Родился в семье служащего. Среднего образования в молодости не получил. Занимался самообразованием. В 1909—1915 работал в украинской социал-демократической прессе по вопросам литературы, принимал участие в нелегальных украинских социал-демократических организациях. Поступил на юридический факультет Харьковского университета. В 1915 за революционную деятельность был исключен из университета, арестован и сослан в Тургайскую область, где пробыл до февральской революции 1917.
После Февральской революции 1917 вернулся на Украину, жил в Волчанске, где работал в местном отделении «Просвещения» и редактировал журнал «Світло» (1918). Подвергался преследованиям и сидел в тюрьмах в периоды гетманщины и деникинщины.
Член Украинской партии социалистов-революционеров с 1917,  принадлежал к её левому крылу, которое в мае 1918 г. вышло из партии и в 1919 оформилось в Украинскую коммунистическую партию (боротьбистов).
С марта 1920 г. — член КП(б)У.  В 1919-1920 гг. работал в учреждениях Наркомпроса УССР и в Государственном издательстве Украины в Киеве и Харькове, в 1921-1924 гг. — в редакциях журнала "Шляхи мистецтва" («Пути искусства») и газеты «Известия ВУЦИК». Сотрудничал с журналом «Червоний шлях».
С 1925 по 1936 гг. читал курс лекций по украинской литературе в Харьковском ИНО, Коммунистическом университете им. Артема и других вузах, одновременно занимаясь литературной работой.
Активно участвовал в деле организации пролетарских писателей и был одним из организаторов «Гарта». После распада «Гарта» работал над созданием нового объединения пролетарской литературы. Был членом-инициатором ВУСПП.
В 1937 подвергся репрессиям. 30 сентября 1937 исключен из КП(б)У как «буржуазный националист, не пожелавший разоружиться перед Советской властью».
1 октября В. Коряка арестовали органы НКВД. 21 декабря состоялся суд, в ходе которого приговорен к высшей мере наказания за контрреволюционную деятельность.
Расстрелян в Киеве на следующий день. 
В 1956 посмертно реабилитирован.

## Творчество
В дореволюционных критико-публицистических работах (1911—1914) придерживался позиций украинской социал-демократии того времени, отражая местами весьма ярко идеологические колебания тех общественных групп, стремления коих выражали украинские национальные социалистические партии («До брами» и др.). В послеоктябрьский период исследовал ряд проблем марксистско-ленинского литературоведения, участвовал в литературно-критических дискуссиях по поводу отдельных явлений литературы и активно работал в области консолидации пролетарских литературных сил Украины.

## Избранная библиография
- До брами. — Київ, 1913.
- Українська державність і нова роля «Просвіт». — Вовча, 1918.
- Тарас Шевченко. — Харків, 1919. (5-те вид., Харків, 1920)
- До дитячої комуни. — Харків, 1921.
- Поет української інтелігенції М. Коцюбинський. 1913–1923. — Харків, 1923.
- Шість і шість. — Харків, 1923.
- На литературном фронте (На літературному фронті. Українська література перед VII жовтнем). — Харків, 1924.
- Нарис історії української літератури. І. Література передбуржуазна. — Харків, 1925. (2-ге вид., Харків, 1927).
- Боротьба за Шевченка. — Харків, 1925.
- Організація жовтневої літератури. — Харків, 1925.
- Хвильовистий соціологічний еквівалент. Лист темної людини. — Харків, 1927.
- Українська література. Конспект. — Харків, 1928. (3-тє вид., Харків, 1931).
- Українська література. Питання марксівського літературознавства. — Харків, 1928.
- Нарис історії української літератури. Література буржуазна. — Харків, 1929.
- Робітничий клас в українській літературі. — Харків, 1929.
- Селянський Бетховен. Творчість В. Стефаника. — Харків, 1929.
- Життя М. Коцюбинського. — Харків, 1929.
- Життя Тараса Шевченка. — Харків, 1929. (2-ге вид., Харків, 1930).
- В боях. — Харків, 1933 и др.